# Jill Goodacre
Jill Goodacre (Lubbock, 29 marzo 1964) è un'attrice e modella statunitense.
Vive a Boulder con il marito Harry Connick Jr., sposato nel 1994, e con le loro tre figlie: Georgia Tatom (1996); Sarah Kate (1997) e Charlotte (2002).
Lavora come modella negli Stati Uniti e come attrice.
Nel 1994 ha partecipato come guest star alla serie tv Friends, interpretando sé stessa nel settimo episodio della prima stagione.